# Bratislava Capitals
Die Bratislava Capitals waren ein Eishockeyclub aus der slowakischen Hauptstadt Bratislava. Der 2015 gegründete Club gehörte zwischen der Saison 2020/21 und der Saison 2021/22 der Österreichischen Eishockey-Liga an und wurde im Jahr 2022 aufgelöst.

## Geschichte

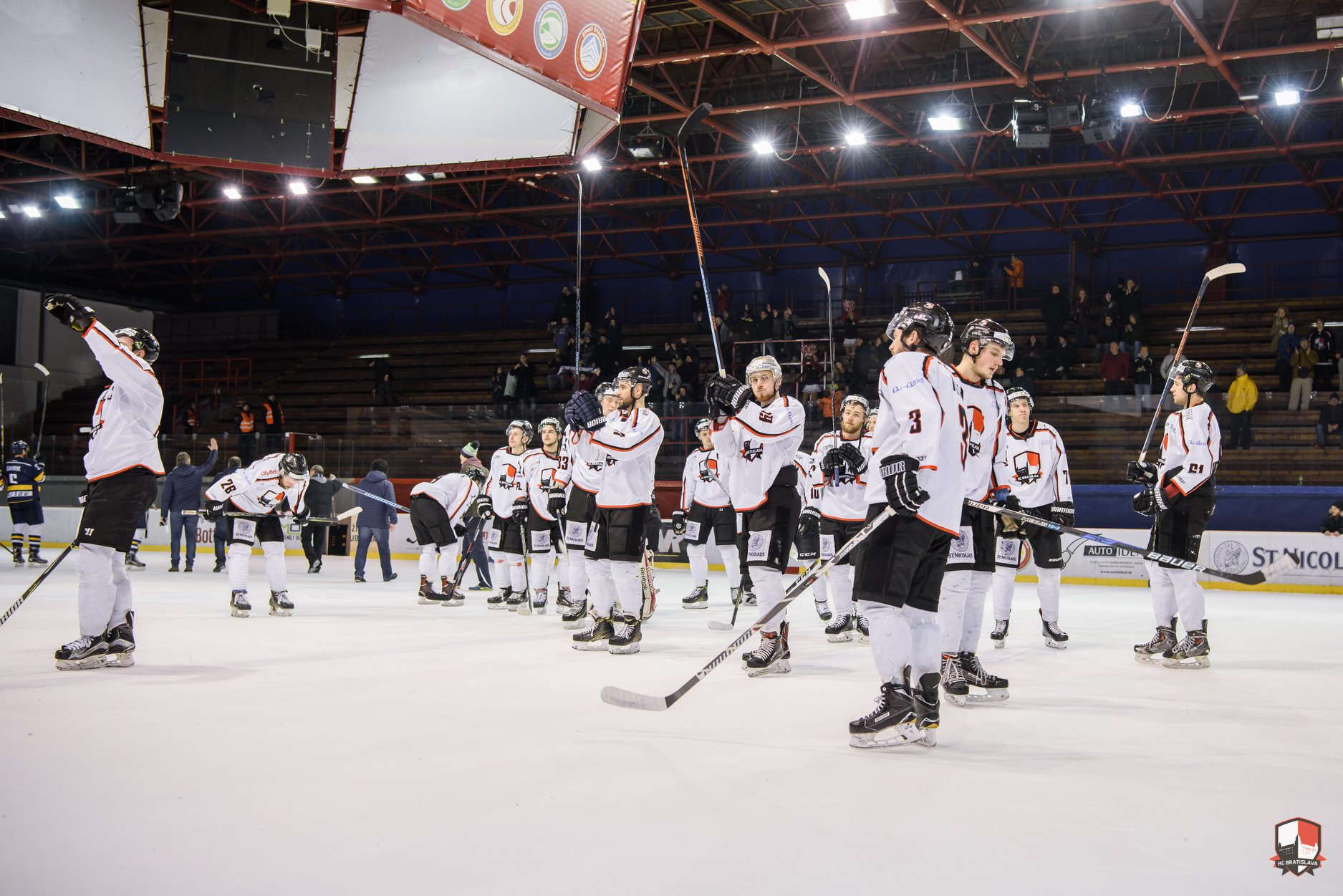
Spieler des Klubs (2018)

Der Club wurde 2015 unter dem Namen Hokejový klub Bratislava gegründet. Bratislava war nicht mehr im höheren slowakischen Spielbetrieb vertreten, nachdem der HC Slovan Bratislava 2012 in die Russland-basierte KHL gewechselt war. Der HK Bratislava startete in der drittklassigen 2. Liga. Seit 2016 spielt der nun Hockey Club Bratislava genannte Club in der 3500 Zuschauer fassenden Vladimír Dzurilla Arena im Stadtteil Ružinov. 2017 stieg man als Nachrücker in die 1. Liga genannte zweithöchste Spielstufe auf. Nach einem lokalen mittelständischen Sponsor lief man nun als HC OSMOS Bratislava auf.
Nach der Rückkehr des HC Slovan in die slowakische Extraliga 2019 positionierte sich der HC Bratislava neu. Zum einen nahm man den neuen Namen Bratislava Capitals an, zum anderen wechselte man in die 10.000 Zuschauer fassende Slovnaft Aréna. Zudem wurde das Budget auf 500.000 € erhöht und man investierte stark in die Mannschaft, unter anderem verpflichtete man den ehemaligen NHL-Spieler Eric Selleck.
Anfang 2020 gab der Club bekannt, mit der Österreichischen Eishockeyliga (ICEHL) über einen Einstieg in die Liga zu verhandeln. Der slowakische Verband erteilte dafür die Freigabe, Ende April stimmten die bisherigen Clubs der Aufnahme der Capitals in die Liga zu. Während der Saison 2020/21 wurde Trainer Rostislav Čada am 29. November 2020 entlassen und am 7. Dezember 2020 wurde Peter Draisaitl als Nachfolger vorgestellt. In ihrer ersten Spielzeit in der ICE Hockey League erreichten die Capitals im Grunddurchgang den siebten Platz, den zweiten Platz in der Qualifikationsrunde und schieden im Playoff-Viertelfinale mit 2:3 Siegen gegen den HC Bozen aus.
Nach den Todesfällen von Spieler Boris Sádecký (Herzmuskelentzündung) und Manager Dušan Pašek junior zog sich der Club im November 2021 aus dem Spielbetrieb der ICE Hockey League zurück. Zur Saison 2022/23 sollten die Bratislava Capitals wieder in die Österreichische Eishockey-Liga eingegliedert werden. Doch am 28. Juni 2022 musste der Verein, welcher durch Sponsoring den Namen iClinic Bratislava Capitals trug, bekannt geben, dass er sich mit sofortiger Wirkung auflöst. Als Grund gab der Verein die Kontroverse um den Namenssponsor iClinic an, wodurch es zu Absagen von Testspielen und von Spielertransfers sowie zu einer finanziellen Schieflage gekommen ist.

## Bekannte Spieler
- Jamie Arniel (2021)
- Stanislav Gron (2016–2018)
- Peter Hamerlík (2019–2021)
- Sjarhej Kaszizyn (2020–2021)
- Michel Miklík (2017–2018 und 2020–2021)
- Sébastien Piché (2019–2020)
- Nikolai Olegowitsch Scherdew (2021)
- Eric Selleck (2019–2020)

## Trainer
(Die Auflistung ist nicht vollständig)
- 2019–2020: Peter Oremus
- 2020: Rostislav Čada
- 2020–2022: Peter Draisaitl

## Spielzeiten
| Saison  | Liga              | Platzierung | Play-Offs     |
| ------- | ----------------- | ----------- | ------------- |
| 2015/16 | 2. Liga A         | 6.          | –             |
| 2016/17 | 2. Liga A         | 2.          | Halbfinale    |
| 2017/18 | 1. Liga           | 6.          | Viertelfinale |
| 2018/19 | 1. Liga           | 7.          | Viertelfinale |
| 2019/20 | 1. Liga           | 1.          | ausgefallen   |
| 2020/21 | ICE Hockey League | 7.          | Viertelfinale |
| 2021/22 | ICE Hockey League | Rückzug     | Rückzug       |